# Хордад 15 (система ПВО)
Хордад 15 (перс. پانزده خرداد) — иранская ракетная система противовоздушной обороны, разработанная иранской организацией авиационной промышленности. Впервые представлена 9 июня 2019 года на выступлении министра обороны Ирана Амира Хатами. Название Хордад установка получила в честь восстаниия 15 Хордада, демонстраций, проходивших 5 и 6 июня после ареста Рухоллы Хомейни.

## Конструкция
Хордад представляет собой ракетную противовоздушную систему, запускающую ракеты Sayyad, система также оснащена пассивной фазированной антенной решёткой. Сама система состоит из двух грузовиков: один с прямоугольной ракетной установкой с четырьмя контейнерами для запуска, другой с вращающимся радаром. Максимально Хордад может перехватывать 6 целей одновременно в радиусе до 120 м. Дальность обнаружения составляет 150 км.